# 小行星6799
小行星6799（6799 Citfiftythree）是一颗绕太阳运转的小行星，为主小行星带小行星。该小行星于1993年5月17日发现。

## 轨道参数
小行星6799的轨道半长轴为3.1531003 UA，离心率为0.342。